# آتش اردوگاه

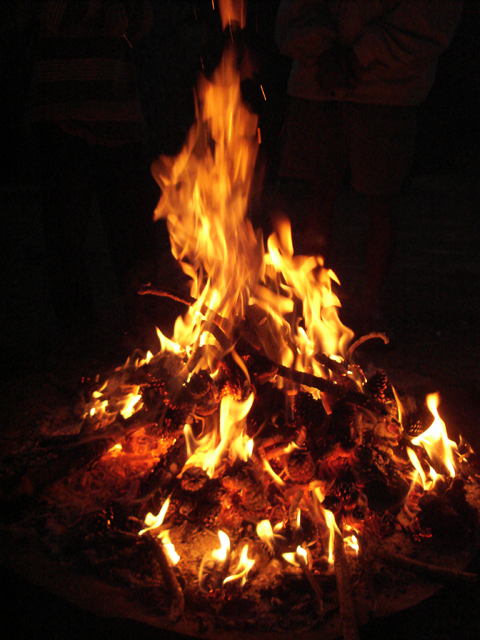
آتش اردوگاه ساخته شده با استفاده از شاخه‌ها و مخروط‌های کاج.

آتش اردوگاه یک آتش در یک اردوگاه است که نور، گرما، و حرارت برای پخت‌وپز را فراهم می‌کند. این آتش همچنین می‌تواند به عنوان یک چراغ راهنما، و یک بازدارنده حشرات و درندگان نیز عمل کند. اردوگاه‌های تأسیس شده معمولاً یک حلقه آتشی سنگی یا فلزی را برای ایمنی فراهم می‌کنند. آتش اردوگاه یکی از ویژگی‌های محبوب کمپینگ است. در اردوهای تابستانی، کلمه «آتش اردوگاه» اغلب به رویدادی (مراسم، دور هم جمع شدن و غیره) اشاره دارد که در آن آتش درست می‌کنند می‌کند.

## تاریخ

### اولین آتش اردوگاه
تجزیه و تحلیل جدید از استخوان‌های سوخته شاخ‌درازان از غارهای سوارتکرانز، آفریقای جنوبی، تأیید می‌کند که یرامردم تناور و انسان راست‌قامت حدود ۱٫۶ میلیون سال پیش آتش‌هایی را ساخته‌اند. شواهد نزدیک در غار واندرورک، در لبه بیابان کالاهاری، نشان‌دهنده قدیمی‌ترین آتش کنترل شده شناخته شده‌است. تجزیه و تحلیل میکروسکوپی خاکستر گیاه و قطعات استخوان سوخته نشان می‌دهد که مواد موجود در غار بیش از حدود ۱٬۳۰۰ درجه فارنهایت (۷۰۴ درجه سلسیوس) سوخته نشده‌اند. این با یافته‌های اولیه ای که باعث آتش سوزی علف‌ها، برس‌ها و برگ‌ها شده مطابقت دارد. چنین سوختی شعله‌های گرمتری تولید نمی‌کند. این داده‌ها حاکی از آن است که انسان‌ها در حالی که اولین ظهور انسان راست‌قامت در ۱٫۹ میلیون سال پیش بوده، مشغول پخت‌وپز طعمه‌های آتش هستند.